# HIP 85605
HIP 85605 ist ein Stern im Sternbild Herkules, der eine scheinbare Helligkeit von 11,03 mag besitzt.

## Debatte um Entfernung
Nach Interpretation von Parallaxenmessungen des Astrometrie-Satelliten Hipparcos wäre der Stern möglicherweise in einer Entfernung von 16 Lichtjahren gewesen, womit er zu den näheren Sternen gehört hätte. Die Bahn des Objekts konnte dahingehend interpretiert werden, dass der Stern sich dem Sonnensystem bis auf eine Distanz von lediglich 0,04 Parsec nähern könnte. Neuere Messungen des Astrometriesatelliten Gaia deuten auf eine deutlich höhere Entfernung bei geringem Fehler, während die früheren Daten von Hipparcos mit einem großen Fehler behaftet waren. Gemäß dem aktuellen Katalog Gaia DR3 befindet sich der Stern in einer Entfernung von etwa 1730 Lichtjahren.